# 国民集合クワ・ナ・クワ
国民集合クワ・ナ・クワ（こくみんしゅうごうクワ・ナ・クワ、フランス語: Convergence Nationale "Kwa Na Kwa"、英語: National Convergence "Kwa Na Kwa"）は、中央アフリカ共和国の政党。「クワ・ナ・クワ」はサンゴ語（中央アフリカの国語）で「働く、ただ働く」という意味。
2005年の大統領選挙では、フランソワ・ボジゼ候補を支持し、第一回投票では得票率43.0パーセント、第二回投票では64.6パーセントをそれぞれ獲得した。国民集合クワ・ナ・クワは、同年の国民議会議員選挙で42議席を獲得した。ボジゼ政権の事実上の与党で、2011年の総選挙でも61議席を獲得し、国民議会の過半数を占めた。しかしボジゼ失脚後の2016年の総選挙では、7議席にとどまり大敗した。